# Fodbold under sommer-OL 2024
Fodboldturneringen ved sommer-OL 2024 afholdes fra 24. juli til 10. august 2024 i Frankrig.
Udover den olympiske værtsby Paris, vil der også blive spillet kampe i Bordeaux, Décines-Charpieu (nær Lyon), Marseille, Nantes, Nice og Saint-Étienne.
To begivenheder er planlagt til at blive konkurreret: mændene og kvindernes turneringer. Foreninger tilknyttet FIFA kan sende hold til at deltage i turneringen. Herrehold er begrænset til spillere under 23 år (født 1. januar 2001 eller senere) med maksimalt tre overårige spillere tilladt, mens der ikke er nogen aldersbegrænsninger på kvindehold.
Brasilien er to gange forsvarende mestre for mænd, mens Canada er forsvarende mestre for kvinder.

## Konkurrenceplan
Konkurrenceplanen blev offentliggjort den 1. april 2022. Det endelige kampprogram blev bekræftet af FIFA den 28. juli 2022. The final match schedule was confirmed by FIFA on 28 July 2022.
| GS | Gruppespil | QF | Kvartfinaler | SF | Semifinaler | B | Bronzekamp | F | Finale |

|        | Ons 24 | Tor 25 | Fre 26 | Lør 27 | Søn 28 | Man 29 | Tirs 30 | Ons 31 | Tors 1 | Fre 2 | Lør 3 | Søn 4 | Man 5 | Tirs 6 | Ons 7 | Tors 8 | Fre 9 | Lør 10 |
| ------ | ------ | ------ | ------ | ------ | ------ | ------ | ------- | ------ | ------ | ----- | ----- | ----- | ----- | ------ | ----- | ------ | ----- | ------ |
| Herrer | GS     |        |        | GS     |        |        | GS      |        |        | QF    |       |       | SF    |        |       | B      | F     |        |
| Damer  |        | GS     |        |        | GS     |        |         | GS     |        |       | QF    |       |       | SF     |       |        | B     | F      |

## Medaljevinderne

### Events
| Event  | Guld | Sølv | Bronze |
| ------ | --- | --- | --- |
| Herrer | Spanien (ESP) · Álex Baena · Pablo Barrios · Adrián Bernabé · Sergio Camello · Pau Cubarsí · Eric García · Joan García · Sergio Gómez · Miguel Gutiérrez · Alejandro Iturbe · Diego López · Fermín López · Juan Miranda · Cristhian Mosquera · Samu Omorodion · Aimar Oroz · Jon Pacheco · Marc Pubill · Abel Ruiz · Juanlu Sánchez · Arnau Tenas · Beñat Turrientes | Frankrig (FRA) · Maghnes Akliouche · Loïc Badé · Rayan Cherki · Joris Chotard · Andy Diouf · Désiré Doué · Arnaud Kalimuendo · Manu Koné · Alexandre Lacazette · Johann Lepenant · Bradley Locko · Castello Lukeba · Soungoutou Magassa · Jean-Philippe Mateta · Chrislain Matsima · Enzo Millot · Obed Nkambadio · Michael Olise · Guillaume Restes · Kiliann Sildillia · Adrien Truffert | Marokko · Ilias Akhomach · Eliesse Ben Seghir · Benjamin Bouchouari · Mehdi Boukamir · Oussama El Azzouzi · Bilal El Khannous · Zakaria El Ouahdi · Abde Ezzalzouli · Rachid Ghanimi · Achraf Hakimi · Yassine Kechta · Haytam Manaout · El Mehdi Maouhoub · Munir Mohamedi · Akram Nakach · Soufiane Rahimi · Amir Richardson · Adil Tahif · Oussama Targhalline |
| Damer  | USA (USA) · Korbin Albert · Croix Bethune · Sam Coffey · Tierna Davidson · Crystal Dunn · Emily Fox · Naomi Girma · Lindsey Horan · Casey Krueger · Rose Lavelle · Casey Murphy · Alyssa Naeher · Jenna Nighswonger · Trinity Rodman · Emily Sams · Jaedyn Shaw · Sophia Smith · Emily Sonnett · Mallory Swanson · Lynn Williams                                     | Brasilien (BRA) · Adriana · Ana Vitória · Antônia · Angelina · Duda Sampaio · Gabi Nunes · Gabi Portilho · Jheniffer · Kerolin · Lauren · Lorena · Luciana · Ludmila · Marta · Priscila · Rafaelle Souza · Tainá · Tamires · Tarciane · Thaís · Vitória Yaya · Yasmim | Tyskland (GER) · Nicole Anyomi · Ann-Katrin Berger · Jule Brand · Klara Bühl · Sara Doorsoun · Vivien Endemann · Laura Freigang · Merle Frohms · Giulia Gwinn · Marina Hegering · Kathrin Hendrich · Sarai Linder · Sydney Lohmann · Janina Minge · Sjoeke Nüsken · Alexandra Popp · Felicitas Rauch · Lea Schüller · Bibiane Schulze · Elisa Senß                |